# Fonderie royale de canons
La Fonderie royale de canons (abréviée FRC) est une ancienne fonderie belge, installée dans le quartier de Saint-Léonard, à Liège, depuis 1803. Elle est fondée pendant la période française de l'histoire de la Belgique, puis continue son activité sous le régime du Royaume uni des Pays-Bas avant de passer sous le contrôle de l'État belge après la révolution de 1830. Elle fut l'un des fleurons de l'industrie de l'armement en Belgique et dans le pays de Liège produisant armes et munitions pour les forces armées belges et à l'exportation, mais servant aussi de fonderie pour diverses œuvres d'art.
En 1949, l’établissement cesse ses activités militaires, transférées à l'arsenal de l'armement des forces armées belges situé à Rocourt. Les bâtiments sont démolis dès 1962 afin d'ériger l'Athénée royal Liège Atlas, sur le quai Saint-Léonard.

## Histoire

### Origines françaises

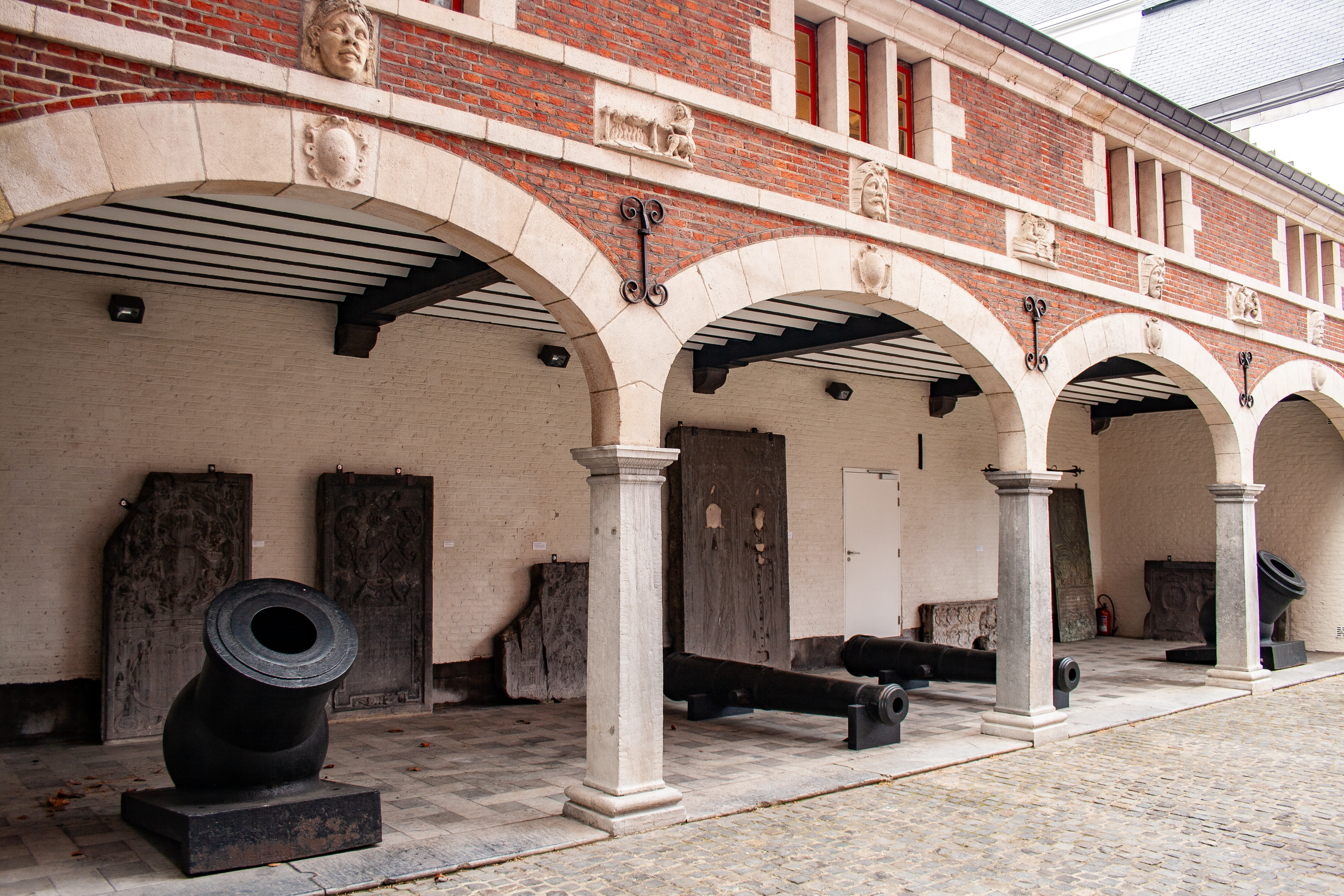
Différents canons et mortiers de la FRC exposés au Grand Curtius de Liège.

La création de la fonderie de canons à Liège remonte à la période française de l'histoire de la Belgique. En effet, en 1803, Napoléon Ier décide d'allouer 1 700 000 francs français pour l’établissement d’une fonderie devant fournir 3 000 canons de gros calibre en fonte, destinés à l'armement de la marine impériale française stationnée à Boulogne-sur-Mer dans le but d'envahir le Royaume-Uni.  
L'industriel Jacques Constantin Périer, mécanicien français né à Paris, membre de l'Institut de France et de l'Académie des Sciences, se propose de relever le défi et installe la fonderie à l’emplacement de l’ancien prieuré Saint-Léonard, dont les ruines sont rasées pour l'occasion. L'entreprise échoue par manque d'expérience dans le domaine et d'ouvriers spécialisés. Cela conduit Périer à résilier le contrat et le gouvernement français à prendre possession de l'établissement. Aucun autre industriel n'est trouvé pour reprendre la succession de Périer, et le Premier Empire confie alors la direction à Monsieur Petit, employé à l'établissement depuis sa fondation. L'établissement prend le nom de « Fonderie impériale de canons de Liège ». En 1807, le capitaine d’artillerie Jure, officier de la marine, devient le premier directeur. En 1808, celui-ci emploie 113 personnes et produit 560 canons et caronades pour un poids total de 1 210 717 kilos, rapportant 738 537 francs. Cette année-là, les premiers rails de l'histoire des chemins de fer belges sont posés dans la fonderie afin de pousser les marchandises. 
Le 8 novembre 1811, lors de son passage à Liège, Napoléon et l’impératrice Marie-Louise d'Autriche visitent la fonderie. Une plaque de fonte portant l'inscription « Napoléon-le-Grand et Marie-Louise ont visité la Fonderie impériale le 8 novembre 1811 » est coulée à cette occasion et fixée sur la façade de l'établissement. En guise de satisfaction, l'Empereur octroie une gratification d'un mois de solde à tous les ouvriers. 
En 1814, les Français évacuent Liège après les défaites de la guerre de la Sixième Coalition. Ils emportent avec eux les cylindres des machines à vapeur, les arbres des foreries et d'autres objets indispensables à la production de canons afin que la fonderie ne puisse pas être immédiatement remise en service.

### Période néerlandaise

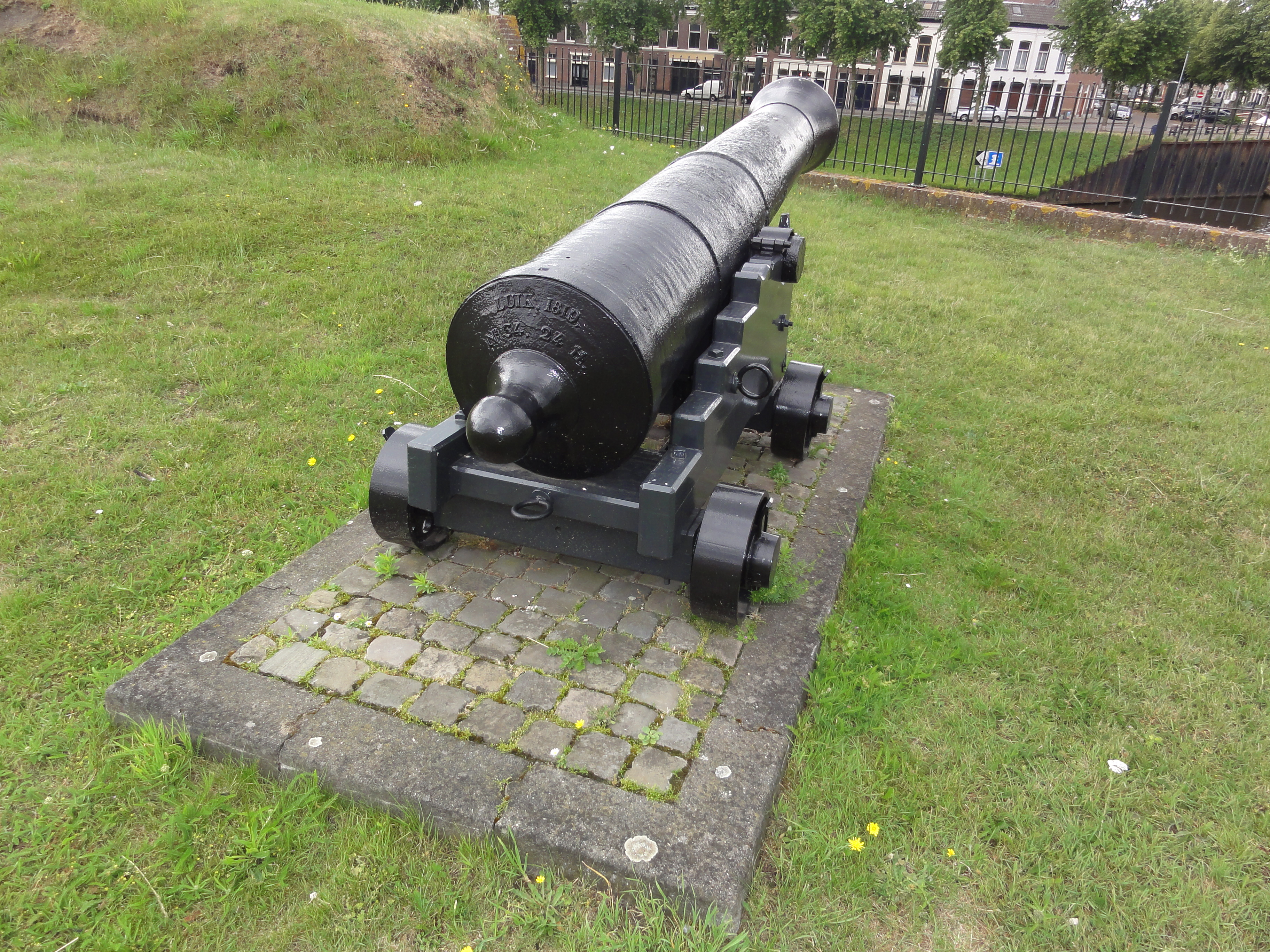
Canon de la FRC fondu en 1819 et exposé dans la forteresse de Bois-le-Duc aux Pays-Bas. On y lit le numéro du canon, l'année et l'inscription Luik, pour « Liège », en néerlandais.

Après la chute du Premier Empire de Napoléon Bonaparte, les puissances européennes victorieuses se réunissent lors du congrès de Vienne pour redessiner les cartes de l'Europe. Souhaitant disposer d'un rempart contre les éventuelles nouvelles ambitions expansionnistes françaises, elles décident de créer un état tampon entre le nouveau Royaume de France et la Prusse et fondent le Royaume uni des Pays-Bas dans cette optique. Il voit le jour le 15 mars 1815, avec, comme souverain, Guillaume Ier d'Orange-Nassau. Ce-dernier transforme les anciens départements français en dix-sept provinces et le département de l'Ourthe, dont faisait partie Liège, devient la province de Liège. Il investit considérablement dans la poursuite de la révolution industrielle, particulièrement dans les provinces du sud et le sillon Sambre-et-Meuse, et octroie l'adjectif « royal » à la fonderie renommée, en néerlandais, Koninklijke kanongieterij van Luik (fonderie royale de canons de Liège). 
Le bassin industriel liégeois profite massivement du développement de l'industrie de la métallurgie et de la sidérurgie belge ainsi que de l'exploitation grandissante des mines de charbon de Belgique qui fournissent la matière première dont a besoin la fonderie : le minerais de fer pour la fonte et le charbon comme combustible. En 1816, l'entreprise est réorganisée et placée sous la direction du colonel d'artillerie Ulrich Huguenin des forces armées du Royaume uni des Pays-Bas, qui en reste le directeur jusqu'en 1830. Pendant cette période, la fonderie produit plus de 4 000 bouches à feu, des projectiles, des flasques d'affût etc., tant pour l’État que pour des particuliers, y compris à l'exportation. Les procédés de fabrication reçoivent d'importantes améliorations, une nouvelle machine à vapeur d'une puissance de 20 chevaux avec une soufflerie est notamment installée.
En mars 1827, le Ministre de la Guerre, Frédéric d'Orange-Nassau, donne l'ordre d'ériger une fabrique de fer dans la Fonderie, ce qui vient concurrencer l'entreprise John Cockerill de Seraing, qui devait précisément fournir une nouvelle machine à vapeur selon les termes d'un contrat du 31 mai 1827. John Cockerill refuse alors la fourniture et il faut attendre juin 1830 et l'intervention du roi Guillaume Ier en personne, pour trouver un compromis. Le début de la révolution belge et plus particulièrement l'insurrection de 1830 dans les Pays-Bas méridionaux viennent interrompre l'activité de la fonderie.

### Période belge

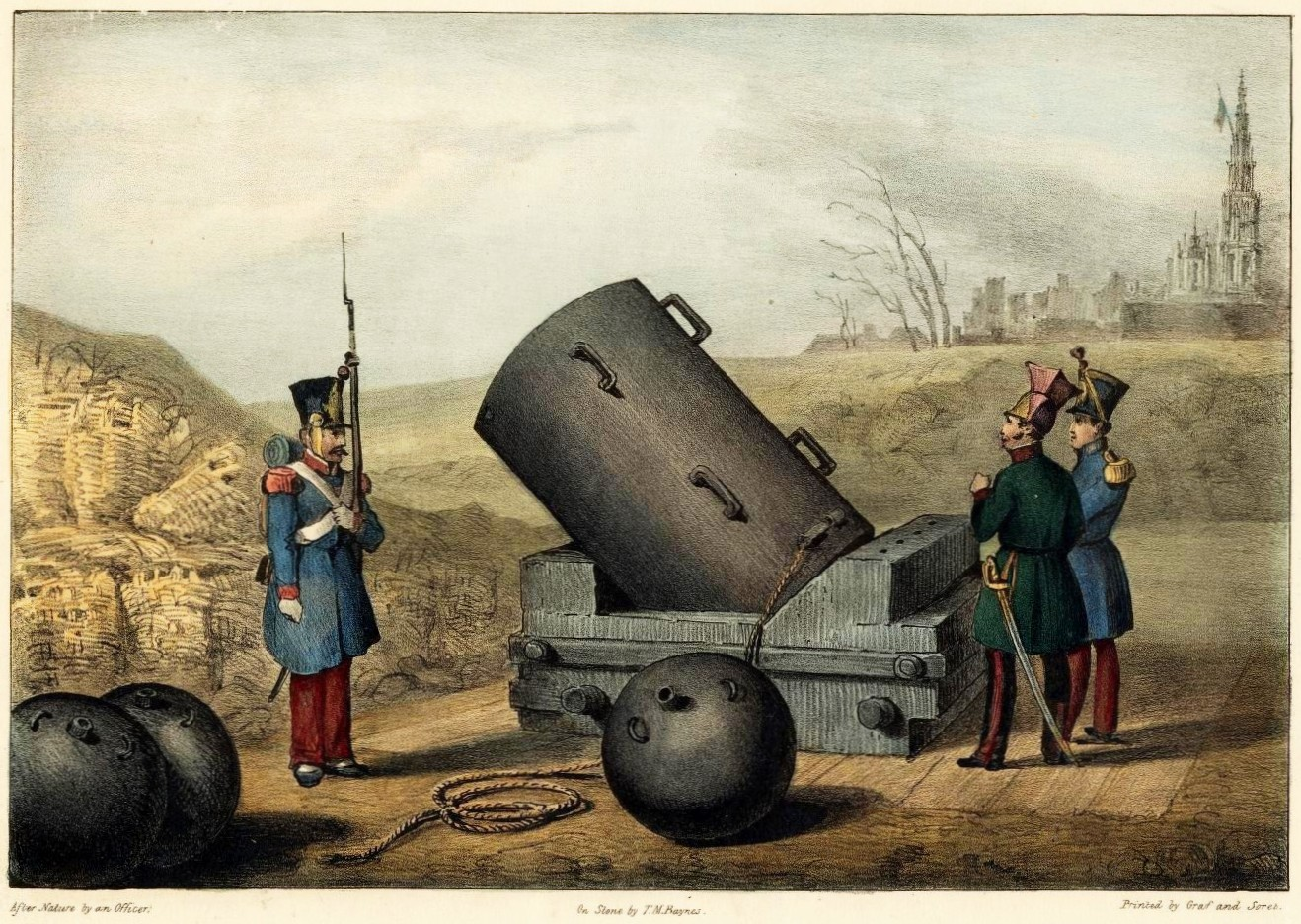
Le, utilisé lors du siège de la citadelle d'Anvers en 1832.

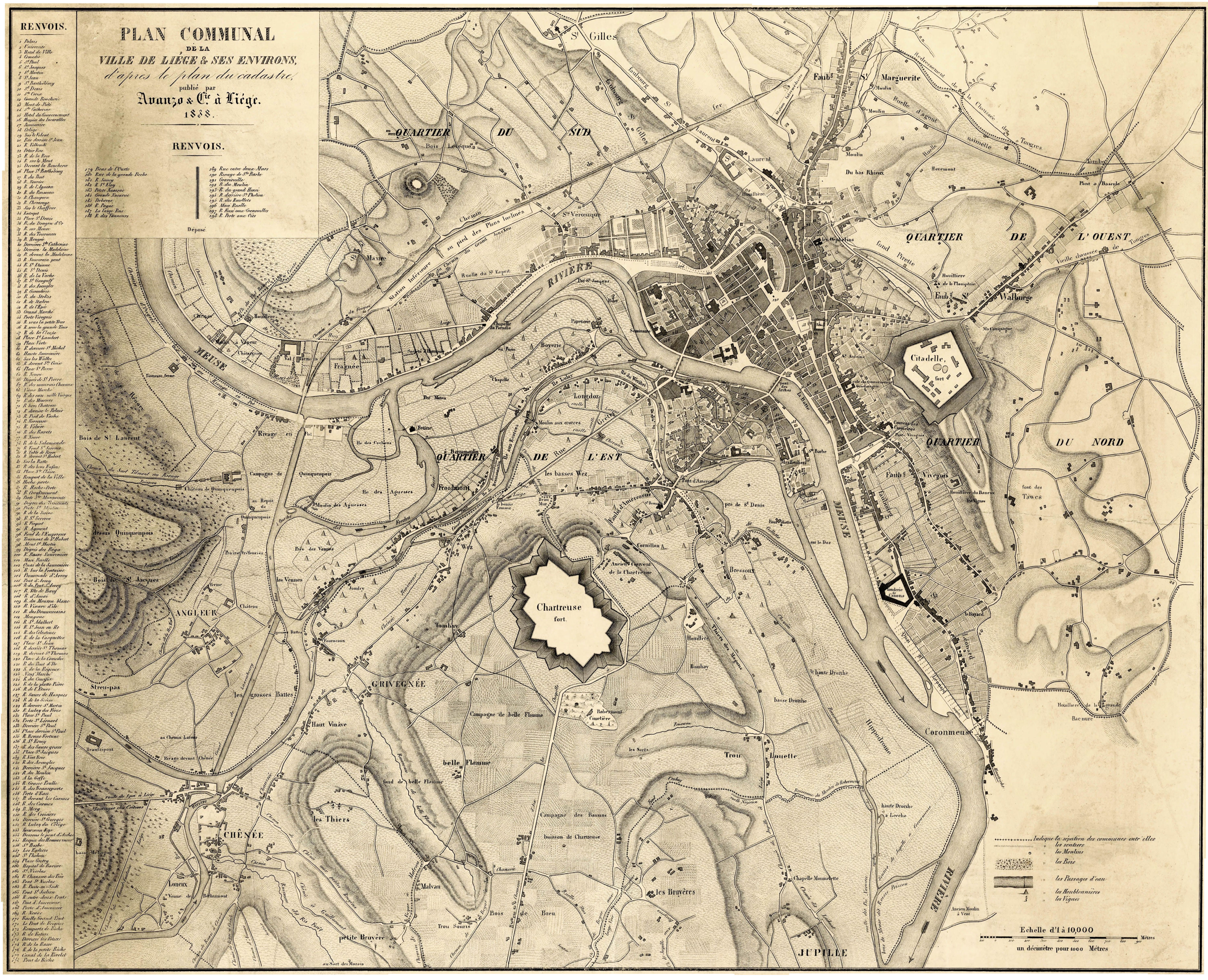
La Fonderie Royale de Canons mentionnée sur une carte de Liège de 1838 (en bas à droite, sur la rive gauche de la Meuse).

La Belgique proclame son indépendance du Royaume uni des Pays-Bas le 4 octobre 1830. Après les différents troubles liés à la participation liégeoise à la révolution belge, l'activité de la fonderie reprend de manière normale en 1831 et son ancienne dénomination néerlandaise est françisée en Fonderie Royale de Canons. Elle arme les nouvelles forces armées de Belgique, engagées dans la guerre belgo-néerlandaise et produit notamment le mortier monstre (en) conçu par l'officier d'artillerie français Henri-Joseph Paixhans et fondu sous la direction du ministre belge de la Guerre, Louis Évain. Le mortier est utilisé avec de bons résultats par l'armée expéditionnaire française lors du siège de la citadelle d'Anvers, fin 1832.
En 1835, la FRC commence à produire des bouches à feu en bronze et en plus des canons en fonte. Elle fabrique également les boulets, shrapnels, boites à munitions, obus ou des bombes, ainsi que tous les objets et matériels en fonte, en fer et en bronze destinés à l'artillerie, comme de l'outillage, des machines, des voitures de campagne etc. À partir de 1840, l’exportation se développe considérablement, on note par exemple une centaine de pièces d’artillerie fondues pour l’empire du Brésil en 1850. En 1849, la fonderie reçoit la visite du roi des Belges, Léopold Ier. Selon l'almanach de l'armée de 1861, la Fonderie Royale de Canons pouvait fabriquer 600 bouches à feu au minimum et son personnel comprenait 6 officiers, des miliciens et 145 « bourgeois et paysans ». Le Colonel Wolff devient le directeur de 1876 à 1885.
Au début de la Première Guerre mondiale, en août 1914, le personnel de la FRC est transféré à Anvers, puis en France, au Havre. Après de l'occupation, les Allemands repartent avec un grand nombre de machines en 1918. Dès 1919, le directeur de l'époque, le Colonel Wilmet, ramène du Havre les machines utilisées pour fournir les armées sur le front de l'Yser en matériel d'artillerie et les réparer. 
Entre les deux guerres, la fonderie fabrique des canons antiaériens, un canon anti-char de 47 mm, un canon de 120 mm, un canon antichar de 60 mm, un mortier d'accompagnement de 76 mm démontable. Elle conçoit également des coupoles cuirassées et de canons de casemate pour les forts belges. 

En 1937, un projet de déplacer la FRC à Gand est lancé. Le conseil communal de Liège s'y oppose vivement en déclarant : 

« Considérant que la Fonderie Royale des Canons appartient historiquement au patrimoine industriel du Pays de Liège, que la population qui y consacre son activité, soit directement, soit indirectement, est liégeoise; que ce transfert dans une région flamande, outre qu'il priverait l'établissement lui-même d'une main-d'œuvre particulièrement qualifiée dans la fabrication des armes, porterait atteinte aux intérêts légitimes de la Cité. (...) Le conseil communal de Liège émet le vœu, sous la forme la plus énergique, que le Gouvernement maintienne à Liège, dans son cadre traditionnel, la Fonderie royale des canons. »

### Seconde Guerre mondiale et fin
Au début de l'invasion allemande de 1940, la société emploie 1 800 personnes. Les ouvriers de la fonderie sont évacués à Bruges, puis en France. Durant l'occupation nazie, les locaux sont investis par le Troisième Reich afin d'y refondre les cloches des églises.
Après la Seconde Guerre mondiale, les forces armées belges centralisent la production et l'entretien de l'ensemble des armes dans son nouvel arsenal de l'armement de Rocourt. Construit en 1938 pour le 15e régiment d’artillerie, le site fusionne en 1949 avec la Fonderie Royale de Canons, la Manufacture d’Armes de l’État (également située à Liège) et l'arsenal du charroi d'Etterbeek.

## Situation et usage actuel

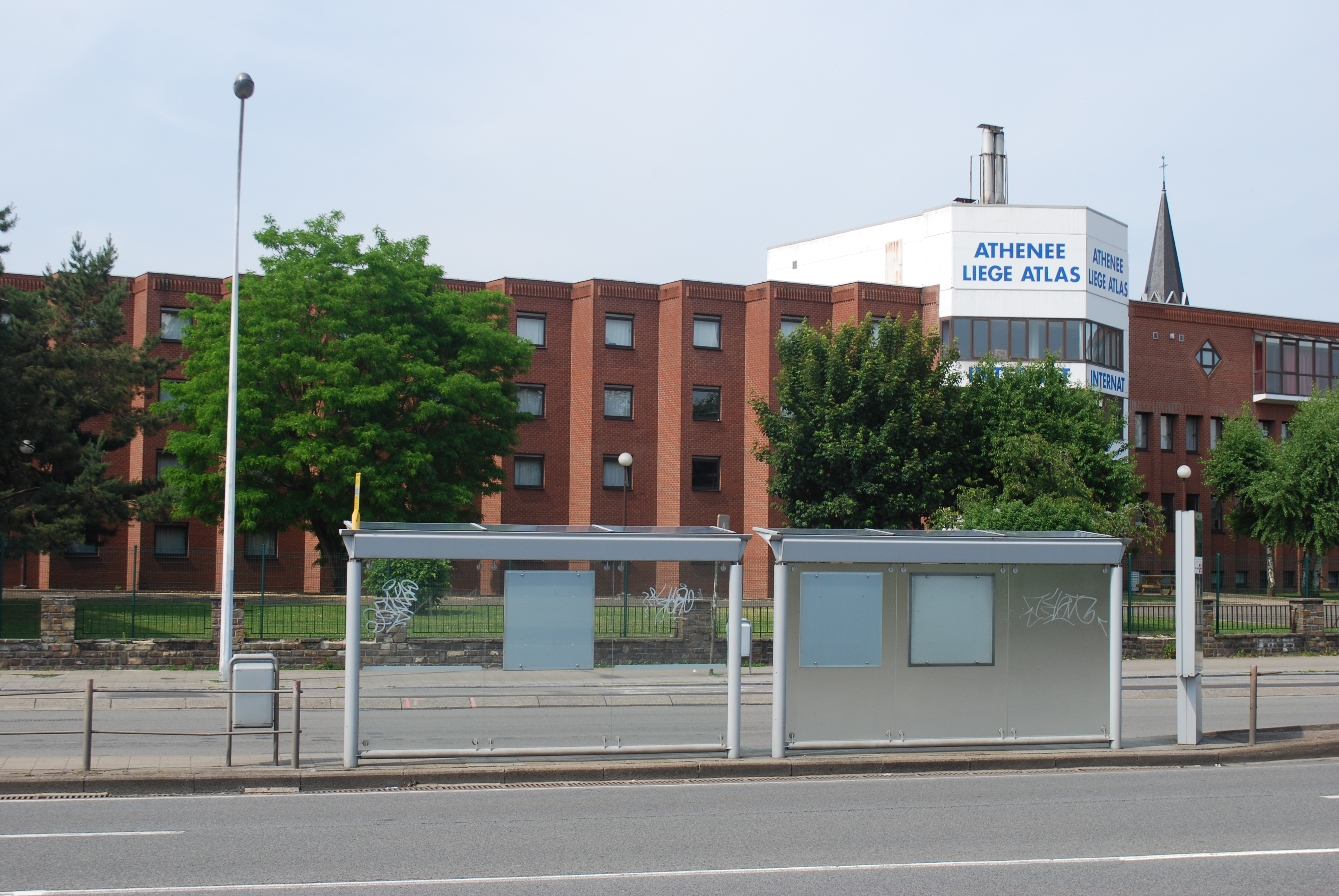
Le site de la Fonderie Royale de Canons sur le quai Saint-Léonard est rasé en 1962 et remplacé par l'Athénée royal Liège Atlas.

Les bâtiments de l'ancienne fonderie, situés sur le quai Saint-Léonard sont démolis en 1962 afin de faire place à l'Athénée royal Liège Atlas.

## Production

### Artillerie

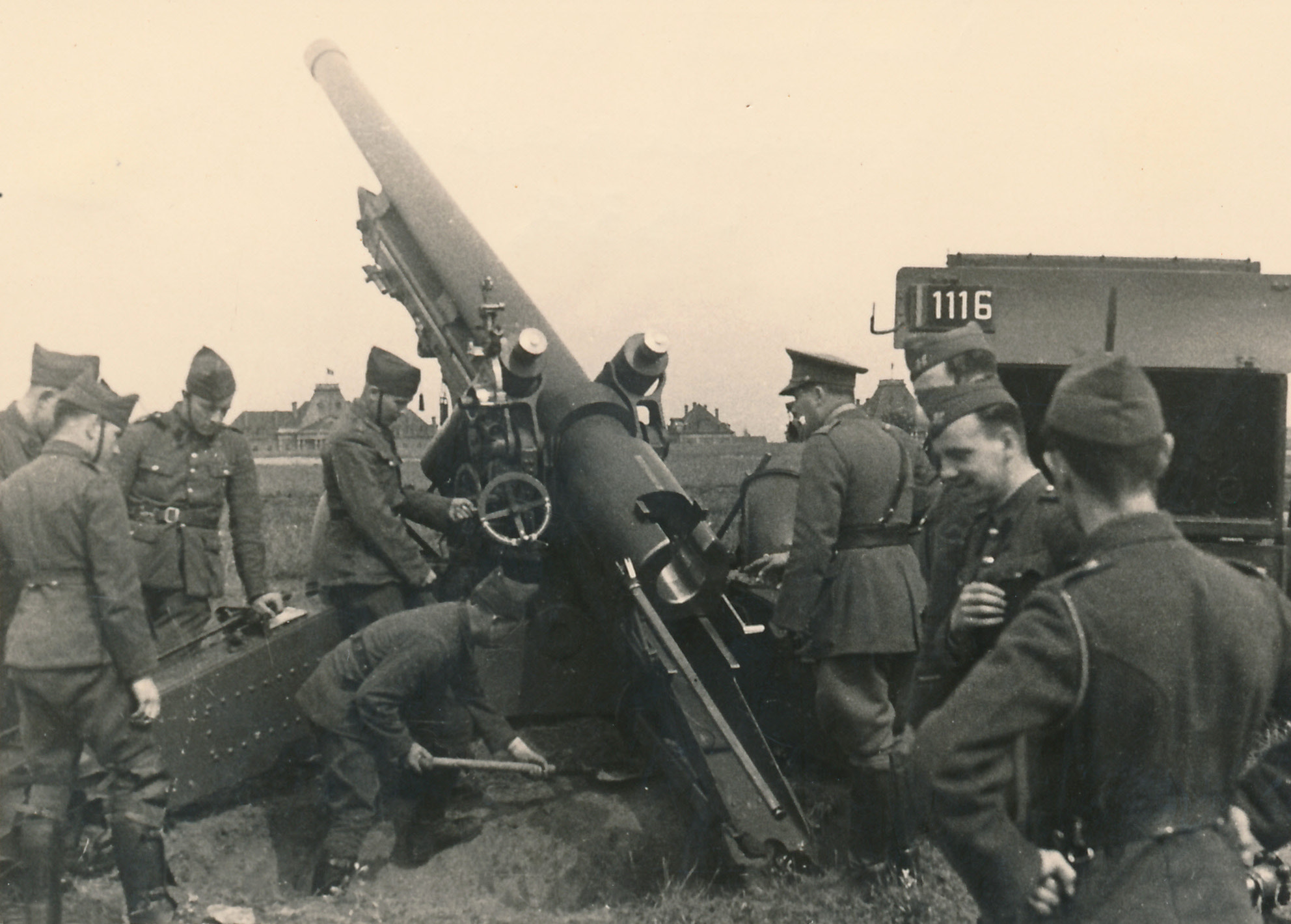
Un canon de 120 mm L modèle 1931 de la FRC mis en batterie par les artilleurs du régiment 26A à Etterbeek en 1939.

- Canon antichar de 47 mm modèle 1931
- Canon de 120 mm L modèle 1931
- Mortier monstre (en)

### Œuvres d'art coulées à la FRC

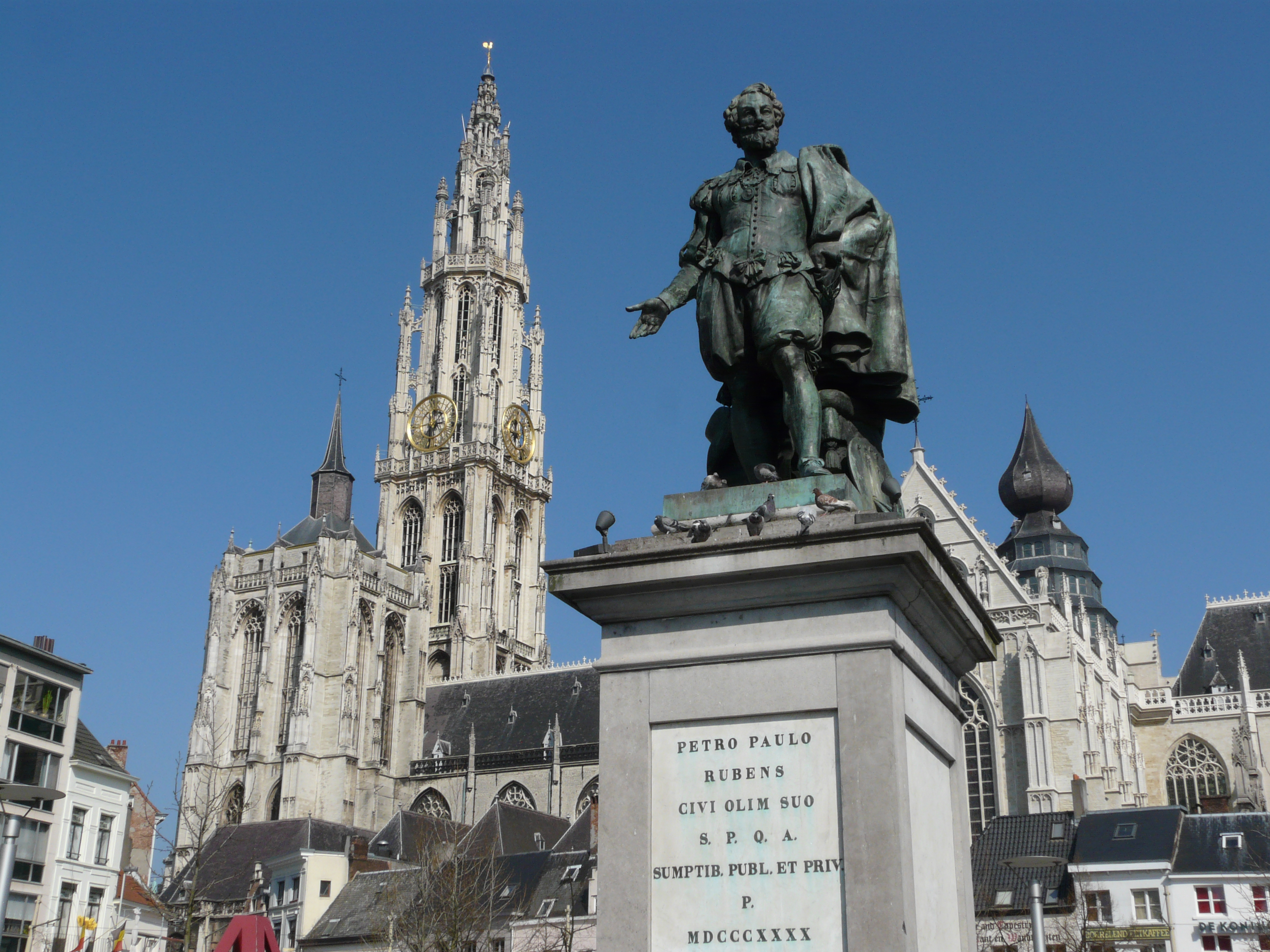
La statue de Pierre Paul Rubens, sur la Groenplaats d'Anvers, oeuvre du sculpteur Guillaume Geefs et du fondeur Gérard Buckens.

De nombreuses œuvres d'art ont été coulées à la Fonderie Nationale des Canons. Parmi elles :
- Anvers : 
  - La statue en bronze de Pierre Paul Rubens, sur la Groenplaats, crée en 1840 par Guillaume Geefs et fondue par Gérard Buckens[12].
  - Les grands trophées en fonte qui ornent les portes de l'enceinte d'Anvers.
- Bruxelles : 
  - Les bronzes et les sculptures des quatre Libertés de la colonne du Congrès ont été coulés à la FRC, ainsi que la statue du roi Léopold Ier, fondue par Victor Thiébaut[13].
  - Les deux des statues assises qui surmontent le palais de Justice de Bruxelles.
- Liège :
  - La statue de bronze d'André Grétry, créée par Guillaume Geefs en 1842 et située Place de l'Opéra à Liège (installée initialement place de l’Université, actuelle place du XX Août), fondue par Jean-Gérard Buckens à la FRC[14].
  - Le cheval de halage et Le Gaulois domptant un cheval, sur les terrasses d'Avroy, des sculpteurs Jules Halkin et Alphonse de Tombay[15].

## Traces actuelles
- La couronne royale en fonte, symbolisant la Monarchie belge, qui surmontait l'entrée de la FRC est actuellement exposée dans les locaux de l'arsenal d'armement de Rocourt.
- Plusieurs canons fabriquées par la FRC sont conservés ou exposés[16]. au Musée royal de l'Armée et d'Histoire militaire de Bruxelles.

## Personnalités liées à la FRC
- Gérard Buckens, fondeur et professeur à l’Académie de Liège.